# Minna (namn)

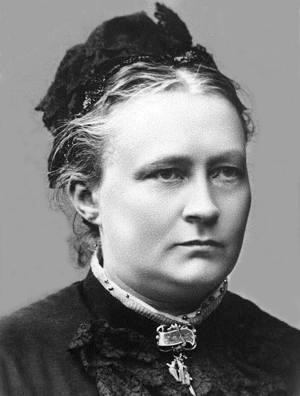
Minna Canth.

Minna är ett kvinnonamn, från det forntyska minna, som betyder "omtanke, kärlek". Minna kan också vara en variant av Mina. Namnet är tidigast belagt i Sverige år 1815.
Namnet är mer populärt i Finland än i Sverige. 31 december 2010 fanns det 3088 kvinnor som har förnamnet Minna, av vilka 2390 som tilltalsnamn, samt en man med förnamnet och tilltalsnamnet Minna.
I den finlandssvenska namnsdagslängden har Minna namnsdag 26 maj sedan 1950. Före det hade Minna namnsdag 27 oktober 1929–1949.
År 2023 fick 44st tjejer tilltalsnamnet Minna.

## Personer med namnet Minna
- Minna Canth, finländsk dramatiker
- Minna Planer, Richard Wagners första fru